# Гараслин, Лукаш
Лу́каш Га́раслин (словац. Lukáš Haraslín; 26 мая 1996, Братислава, Словакия) — словацкий футболист, вингер пражской «Спарты» и сборной Словакии. Участник двух чемпионатов Европы (2020 и 2024).

## Клубная карьера
Гараслин — воспитанник клубов «Ламач», «Слован» и итальянской «Пармы». 1 февраля 2015 года в матче против «Милана» он дебютировал в итальянской Серии A. Летом того же года Лукаш перешёл в польскую «Лехию» из Гданьска. 16 августа в матче против краковской «Вислы» он дебютировал в польской Экстраклассе. В этом же поединке Гараслин забил свой первый гол за «Лехию». В 2019 году он вместе с командой из Гданьска стал победителем Кубка Польши. В 2020 году на правах аренды Гараслин перешёл в итальянский «Сассуоло». 16 февраля в матче против «Пармы» он дебютировал в итальянской Серии A. 8 июля в поединке против «Болоньи» Лукаш забил свой первый гол за «Сассуоло». По окончании сезона клуб выкупил трансфер футболиста за 1,5 млн. евро.
Летом 2021 года Гараслин был арендован пражской «Спартой». В матче против «Виктории Пльзень» он дебютировал в Гамбинус лиге. 3 октября в дерби против пражской «Славии» Лукаш забил свой первый гол за «Спарту». 

## Международная карьера
В 2013 году в составе юношеской сборной Словакии Гараслин принял участие в домашнем юношеском чемпионате Европы. На турнире он сыграл в матчах против команд Австрии, Швейцарии, Швеции и Италии. В том же году Лукаш принял участие в юношеском чемпионате мира в ОАЭ. На турнире он сыграл в матчах против сборных Бразилии, Гондураса и ОАЭ.
В 2017 году в составе молодёжной сборной Словакии Гараслин принял участие в молодёжном чемпионата Европы в Польше. На турнире он сыграл в матчах против команд Англии и Швеции. 
7 июня 2019 года в товарищеском матче против сборной Иордании Гараслин дебютировал за сборную Словакии. В этом же поединке Лукаш забил свой первый гол за национальную команду. В 2021 году Гараслин принял участие в чемпионате Европы 2020. На турнире он принял участие в матчах против команд Польши, Швеции и Испании. 

### Голы за сборную Словакии
| №  | Дата            | Место                                         | Противник | Счёт | Результат | Соревнование                     |
| -- | --------------- | --------------------------------------------- | --------- | ---- | --------- | -------------------------------- |
| 1. | 7 июня 2019     | Стадион Антона Малатинского, Трнава, Словакия | Иордания  | 1:1  | 5:1       | Товарищеский матч                |
| 2. | 11 октября 2021 | Градски врт, Осиек, Хорватия                  | Хорватия  | 1:2  | 2:2       | Чемпионат мира 2022 квалификация |

## Достижения
«Лехия» (Гданьск)
- Обладатель Кубка Польши: 2018/2019
- Обладатель Суперкубка Польши: 2019

 «Спарта» (Прага)
- Чемпион Чехии: 2022/23